# Parque-Museo La Venta
El Parque Museo La Venta es un museo al aire libre ubicado en la ciudad de Villahermosa en el Estado de Tabasco, México que atesora una de las más grandes colecciones de piezas pertenecientes a la cultura olmeca, descubiertas en la ciudad prehispánica de La Venta. Este sitio fue diseñado, organizado y montado por el poeta tabasqueño Carlos Pellicer, su inauguración se llevó a cabo el 4 de marzo de 1958, y es el único museo al aire libre en Latinoamérica.
El museo cuenta con una extensión de 6.8 hectáreas en el que se muestra una colección de 33 monumentos arqueológicos entre altares, estelas, cabezas colosales y 33 monolitos que datan de los años 1300 a 200 a. C., y complementan su contenido alrededor de 421 especies de fauna viva, entre mamíferos, aves y reptiles, además de la flora representativa de esta región tropical. El parque organiza visitas guiadas, talleres de pintura para niños, conferencias, presentaciones de libros y concursos de arte. Cuenta con sala de usos múltiples, Quiosco interactivo, tienda de artesanías y cafetería, además de contar con un moderno espectáculo de luz y sonido que se presenta por las noches.

## Historia

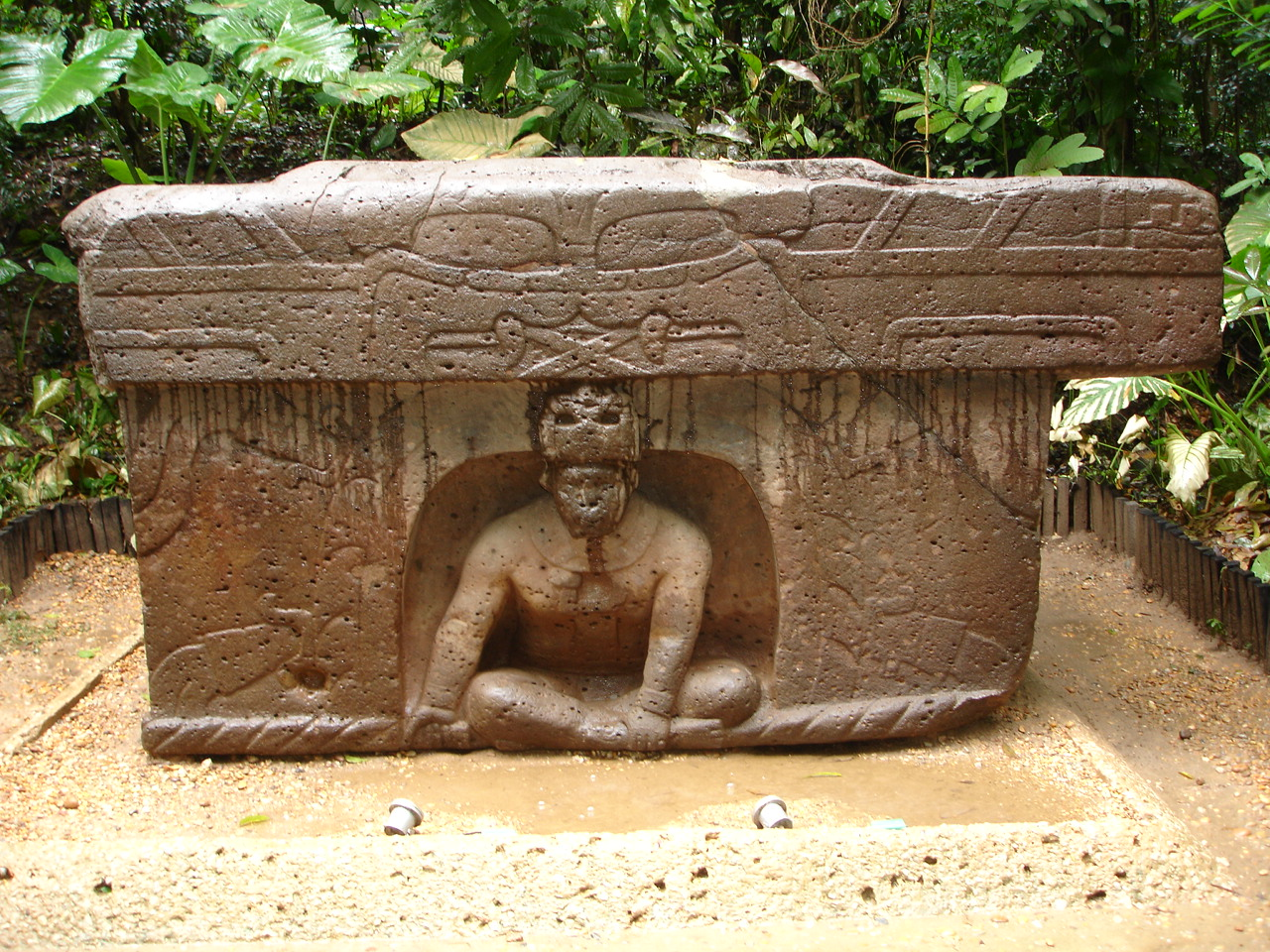
Altar 4.

Haciendo un poco de historia, se podría decir que fueron los arqueólogos Frans Blom y Olivier La Farge quienes descubrieron en 1925 en La Venta, municipio de Huimanguillo, Tabasco, los restos de un centro político-religioso, y que Matthew Stirling y Phillip Drucker exploraron la zona en 1940. A pesar de que los dos primeros se dieron cuenta de la gran importancia de la cultura descubierta, los últimos ubicaron su florecimiento entre los años 800 y 400 antes de nuestra era.

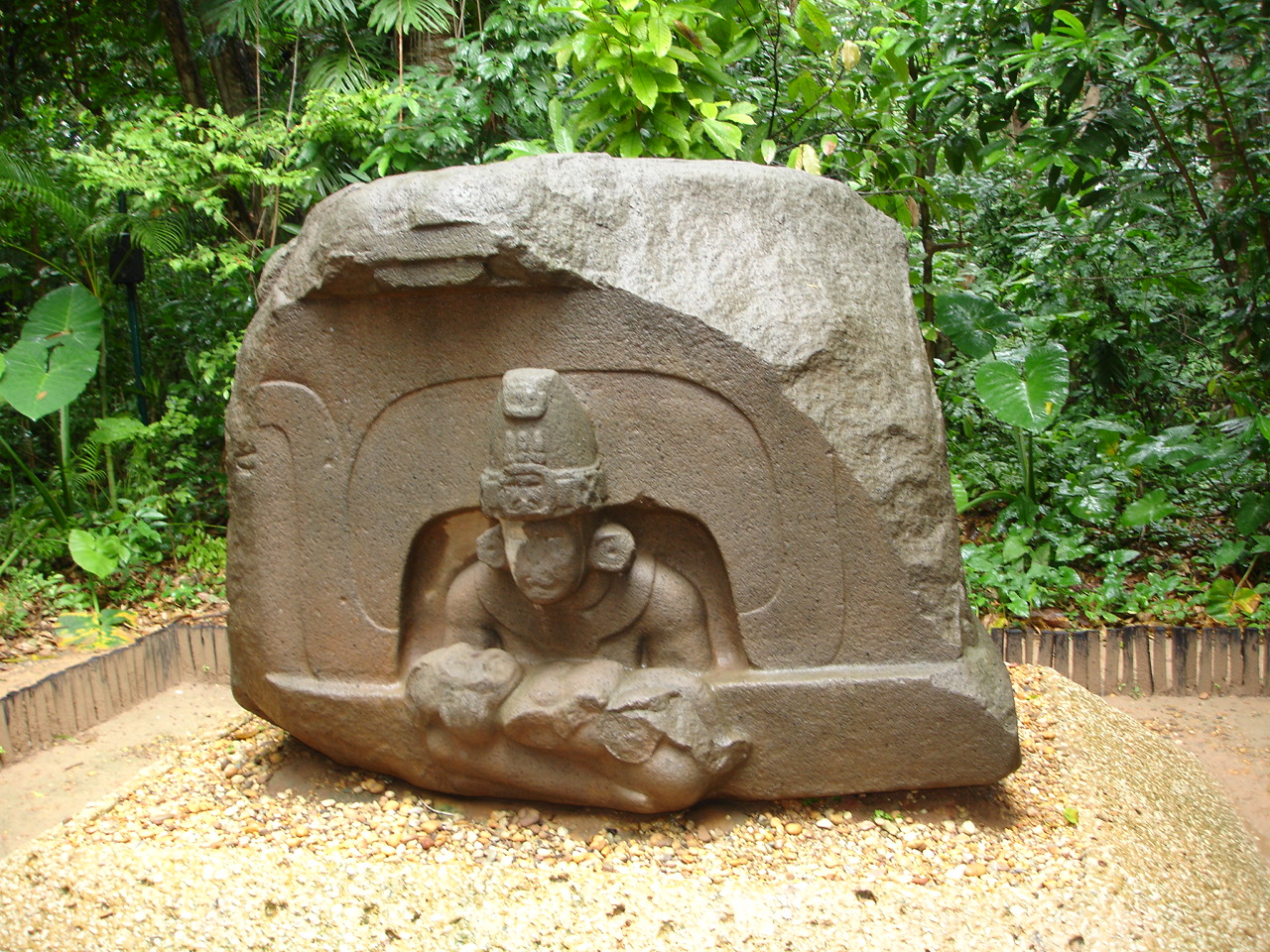
Altar 5. "Alatar a la Madre".

En los años cincuenta Pemex descubrió un rico manto energético, cerca de la población de La Venta, el cual empezó a explotar imediatamente, modificando el ambiente natural y arrasando con muchos vestigios construidos por esa cultura. Por esta razón, a iniciativa de Carlos Pellicer Cámara se inició el rescate de un gran número de piezas arqueológicas, trasladándolas a la ciudad de Villahermosa en un ambiente natural, como se supone estaban cuando se encontraron.
El parque-museo debe su nombre al lugar en que fueron encontradas las piezas. Y fue desde allí, y mediante gestiones que realizó el poeta Carlos Pellicer desde 1951, que se trasladaron a Villahermosa. Pellicer encontró un lugar ideal para albergar las esculturas monumentales que asombrarían al mundo: ocho hectáreas de selva ubicadas a la orilla de la Laguna de las Ilusiones. 

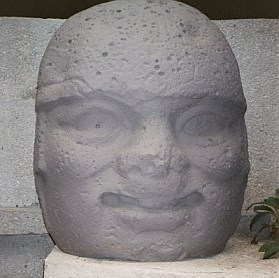
Cabeza Colosal conocida como "Carita Sonriente".

Pellicer deseaba que el paisaje fuera muy parecido al de origen y colocar las piezas de acuerdo a como estaban antes de desenterrarlas. Así, en los meses de julio y agosto de 1957, se inicia el traslado de los grandes monolitos con la ayuda de diversas instituciones gubernamentales.

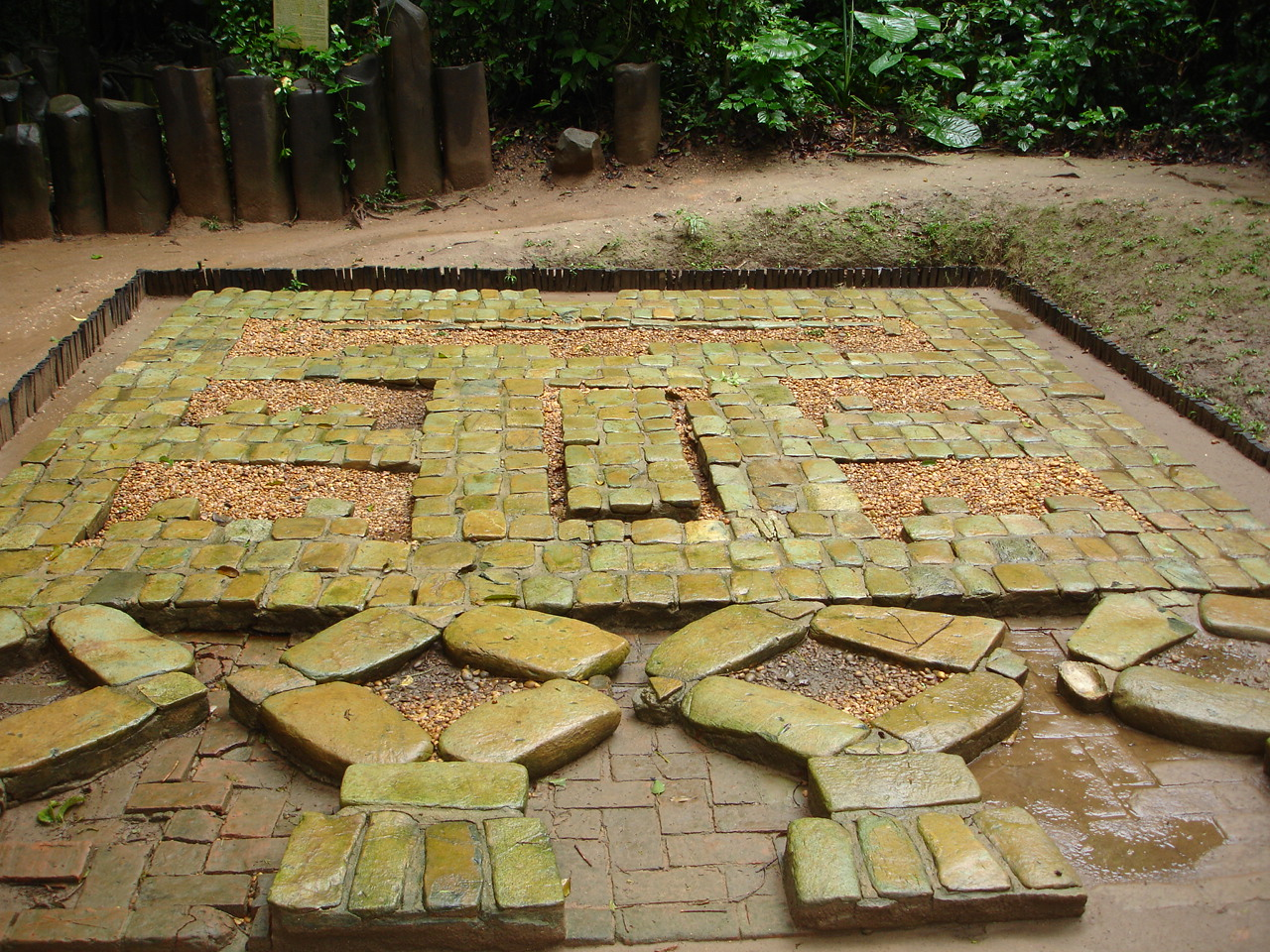
Mosaico representando al Jaguar. Animal considerado sagrado por los olmecas. Debido a su deterioro, esta pieza fue trasladada al museo "Carlos Pellicer".

## Descripción

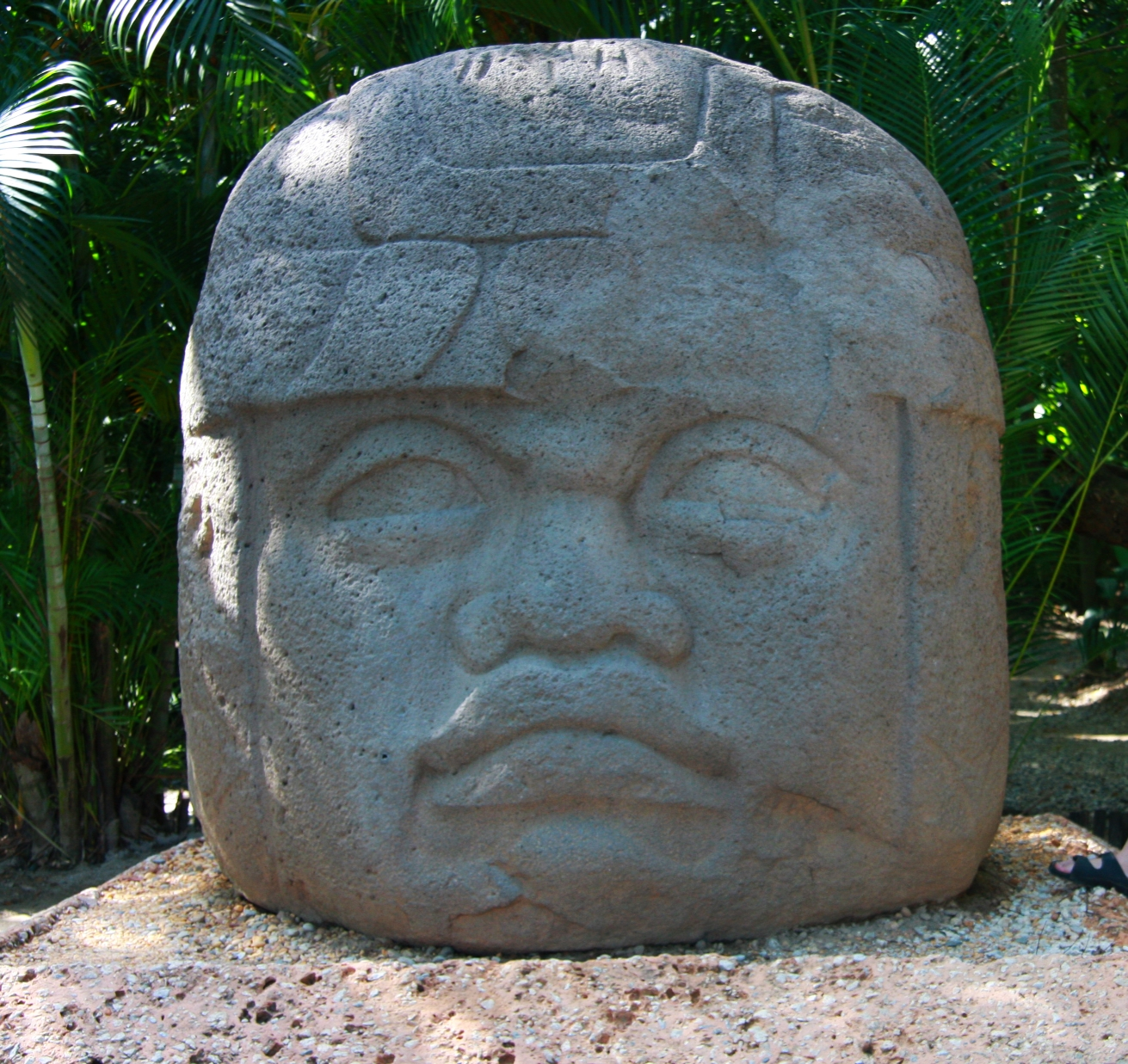
Cabeza colosal N°1

El Parque-Museo La Venta es un espacio de 6.5 hectáreas al aire libre el cual está dividido en dos áreas: el área arqueológica y el área zoológica. El área zoológica se localiza a la entrada del parque, y muestra especies representativas de la región, colocadas en fosos o en jaulas. Posteriormente se accede a la parte arqueológica.
El área arqueológica es la más extensa y representa la parte principal del parque, aquí se exhiben 36 piezas de proporciones monumentales -cinco de las cuales se localizan en la sala de acceso que nos introduce al mundo olmeca a través de paneles informativos- y 33 monolitos, que se encuentran al aire libre. 
La parte arqueológica cuenta con espesa vegetación selvática, la cual es atravesada por andadores pavimentados que conducen a las diversas piezas arqueológicas, las que se encuentran diseminadas entre la espesa vegetación y están colocadas en forma casi exacta de como fueron encontradas en la zona arqueológica de La Venta. 
Entre piezas arqueológicas expuestas se encuentran una serie de 3 cabezas colosales de fuertes rasgos estéticos, esculturas menores, altares tallados en piedra con efigies de gobernantes, piedras recortadas y talladas dispuestas a manera de pisos formando mosaicos con figuras, grandes mascarones y restos de la cubierta de una  tumba olmeca, a base de grandes columnas basálticas, entre los que se destacan: La Cabeza de Jaguar, el Mono Mirando al Cielo, el Jaguar Humanizado, el Gran Altar, el Mosaico de Jaguar, el Rey, la Cabeza Colosal, el Altar con Ofrenda, la Abuela, la Cabeza de Viejo y el Altar del Sacrificio Infantil.
Aunque todas ellas proceden de La Venta, fueron elaboradas en distintas fechas, en un lapso no menor de seiscientos años, aunque su distribución en este museo no guarda ningún orden cronológico, sino que se colocaron de acuerdo a la ubicación y orden en que fueron encontradas en la zona arqueológica, y se han clasificado en cuatro grupos: altares, estelas, esculturas exentas y las impresionantes cabezas colosales.
La iconografía que muestran estas obras es muy amplia, ya que no sólo nos enseñan las costumbres y el probable tipo físico de los olmecas, sino también su organización social, política y económica.
La visita al museo se inicia con una sala de introducción, en la cual se ubica, por medio de figuras y una maqueta, la zona arqueológica de La Venta dentro del contexto mesoamericano.
Después, se pasa a la parte selvática, que ha sido reproducida en este espacio, donde las esculturas se esparcen entre la vegetación y la hojarasca, así como algunos animales que andan en libertad, como venados, tejones y monos. Hay también jaguares y cocodrilos en cautiverio, de entre estos últimos se encontraba uno muy famoso en Villahermosa, al que llamaban "Papillón" porque se escapó varias veces del museo, era el más viejo y más grande de los que allí habitaban; murió el 21 de enero de 2014.

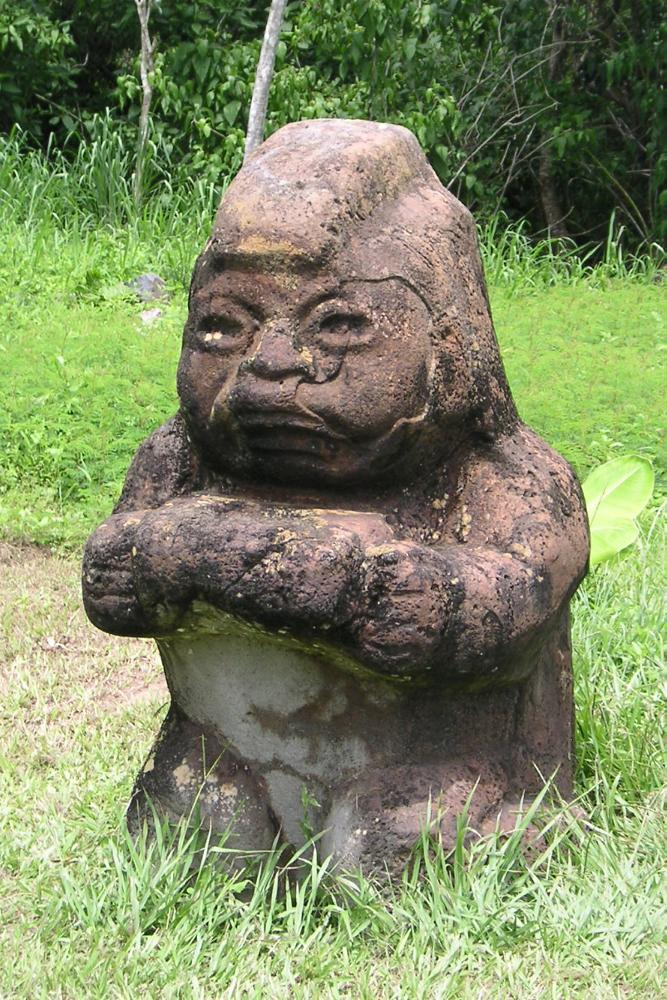
Escultura conocida como "La Abuelita".

En el museo, se encuentran singulares estelas labradas en bajorrelieve y majestuosos altares hechos en un solo bloque de piedra de varias toneladas de peso.

### Espectáculo de luz y sonido
El parque museo La Venta cuenta de martes a domingo con espectáculo de luz y sonido en el cual se hace un recorrido a una parte del parque mientras que se reproducen sonidos de la selva y se va narrando la historia de la civilización olmeca y de la ciudad prehispánica de La Venta.

## Zoológico
Aunado a la exhibición arqueológica, el parque museo La Venta incluye un área zoológica que cuenta con un total de 421 especies de animales vivos distribuidos en 8 áreas denominadas: felinos mayores, felinos menores, pantanos, mamíferos, aviario, tucanal, monos y herpetario.

## Servicios que ofrece
El museo cuenta con servicio de visitas guiadas, recorridos infantiles, un pequeño zoológico, sanitarios, tienda de artesanías, souvenirs, mapas y literatura especializada, área de descanso, cafetería, estacionamiento para vehículos y andadores pavimentados.
| Imágenes del Parque Museo de La Venta |                       |                                    |                           |                   |
|                                       |                       |                                    |                           |                   |
| Tumba olmeca                          | Escultura de la mujer | Escultura "Mono mirando al cielo". | Escultura: "Bebé jaguar". | Cabeza colosal 3. |